# Самарийтетрамедь
Самарийтетрамедь — бинарное неорганическое соединение
меди и самария
с формулой Cu4Sm,
кристаллы.

## Получение
- Сплавление стехиометрических количеств чистых веществ:

{\displaystyle {\mathsf {4Cu+Sm\ {\xrightarrow {900^{o}C}}\ Cu_{4}Sm}}}

## Физические свойства
Самарийтетрамедь образует кристаллы
ромбической сингонии, пространственная группа P nnm, параметры ячейки a = 0,442 нм, b = 0,801 нм, c = 0,901 нм, Z = 4,
структура типа тетрамедьцерия Cu4Ce
.
Соединение образуется по перитектической реакции при температуре 880°С
.